# CITICプラザ
CITIC プラザ（中信广场、中信廣場、英語: CITIC Plaza）とは、中国の広州市にある超高層ビル。広州のランドマークでもある。2010年4月現在、世界で11番目、アジアで8番目、中国本土で5番目に高いビルとなっている。1997年の竣工時には中国で最も高いビルであり、また、当時は鉄筋コンクリートによる世界最大の超高層ビルでもあった。中国有数の金融グループ・中国中信集団公司（CITIC、旧中国国際信託投資公司）により開発され、同グループが本拠を置くほか、世界の大企業が拠点を置いている。
広州市東部の新市街で金融や商業の新たな中心地となった天河区の天河北路に位置する。ビルは天河体育センターに面し、背後には中国国鉄と広州地下鉄の広州東駅があるなど、オフィスや住宅として恵まれた位置にある。広州日本人学校の登下校バスも3台毎日やって来る。
23,000平方mの敷地に、80階建の超高層ビルと38階建のホテル形式の高級住宅2棟、4階建の商業施設が建ち、地下1階と地下2階には地下鉄三号線の駅（林和西站）がある。ホテル形式の高級住宅二棟に関しては、7階から1棟は36階まで、2棟は38階まで01〜09の部屋がある。1棟は、これまで2棟と同じ構造だったが、2019年から工事によって、より高級になり1棟にだけプールやジムなどの設備が備わっている。
ビルの開発は、熊谷組有限公司（香港）と蜆殻電器工業（集団）有限公司という二つの香港上場企業の合弁である熊谷蜆殻発展（広州）有限公司が行った。設計やビル管理なども香港企業が行っている。オフィス空間は、内部の柱の少なさ、および上等のガラスウォールの採用により、明るく広々とした空間となっている。また光ファイバー通信網や衛星通信施設、セントラル空調システム、予備電力、日立製の高速エレベーター、大規模な地下駐車場などのインフラも備えている。